# المسيرة الطويلة
المسيرة الطويلة (بالصينية المبسطة: 长征، الصينية التقليدية: 長征) كانت انسحابًا عسكريًا ضخمًا نفذه الجيش الأحمر التابع للحزب الشيوعي الصيني، والذي سيصبح لاحقًا جيش تحرير الشعب الصيني، لتضليل مطاردة جيش حزب الصين الوطني. ولم يكن هناك مسيرة طويلة واحدة، لكنها كانت سلسلة من المسيرات، حيث قام العديد من الجيوش الشيوعية في الجنوب بالهروب إلى الشمال والغرب. أشهر المسيرات كانت من مقاطعة جيانغشي، بدأت في أكتوبر 1934. جيش الجبهة الأول التابع لجيش الجمهورية السوفيتية الصينية، والذي قاده في ذلك الوقت بعثة من العسكريين غير الخبراء، كان على شفير الإبادة الكاملة.
عام 1931، أنشأ الشيوعيون الجمهورية السوفياتية الصينية في جيانغكسى، ولكن انتصارات قوات شيانج كاي شيك، أجبرت الشيوعيين على الجلاء عن المنطقة والسير باتجاه الشمال الغربي للوصول إلى يَنان قاطعين 8,000 ميل في ظرف سنة، لم ينج من الـ 100,000 شخص الذين انطلقوا في المسيرة سوى أقل من النصف، ولكنهم أعادوا تجميع صفوفهم وعزّزوا مواقعهم ضد الكومنتانغ حتى 1937 حين أعلِنَت الهدنة في سبيل محاربة العدو المشترك، اليابان. ثبّت ماو تسي تونغ نفسه أثناء المسيرة زعيمًا للشيوعيين.